# 馬蒂·薩羅內
馬蒂·約翰內斯·薩羅內（芬蘭語：Matti Johannes Suuronen，1933年6月14日—2013年4月16日）是一名芬蘭建築師與設計師，以設計飛碟屋與玲瓏屋等屬於「芬蘭之家」（Casa Finlandia）系列的住宅聞名。飛碟屋的獨特設計曾於芬蘭本地與多個國家授權生產，具備多種色彩款式、內裝配置。薩羅內亦因其對聚酯樹脂、玻璃纖維與壓克力窗等新型材料的創新應用而受到矚目。
除兩者外，薩羅內亦設計多種建築，包括公寓、獨棟與連棟住宅、辦公室、報亭、加油站、以及公共與工業建築等。他的作品已安裝於世界各地，包括荷蘭烏特勒支中央博物館等地。

## 經歷

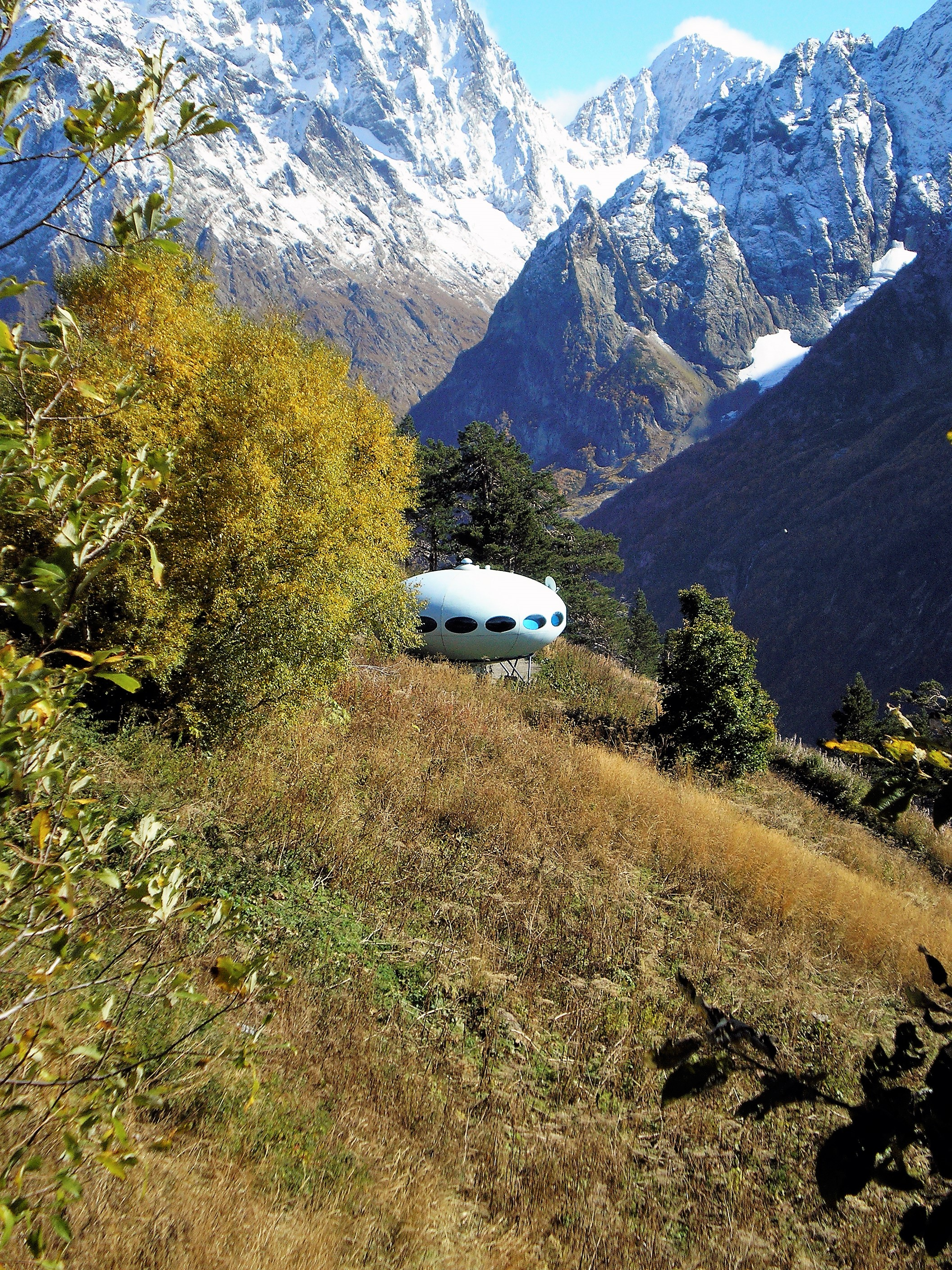
位於俄羅斯卡拉恰伊-切爾克斯共和國棟巴伊的飛碟屋

馬蒂·約翰內斯·薩羅內於1933年6月14日出生於芬蘭原兰米市镇。1950年代末，他參加了一場為期四天的工作坊，在那裡他初次接觸了玻璃纖維增強聚酯塑料。薩羅內對這種新興材料產生興趣，並在日後的設計項目中廣泛加以運用。在1955年至1961年間，他一邊攻讀建築學，一邊於多家事務所任職。 他於1961年自赫爾辛基工業大學（今阿尔托大学）畢業，同年創立了自己的建築事務所。1964年，他首次實際使用玻璃纖維增強聚酯塑料，設計了位於塞伊奈约基的一座直徑八公尺的穀倉圓頂。
1965年，薩羅內的老同學亚科·希登卡里博士（Dr. Jaakko Hiidenkari）邀請他設計一座「可快速加熱並能於崎嶇地形建造」的滑雪小屋，此計畫被稱為「滑雪後小屋」（After-Ski cabin）。鑑於他對玻璃纖維增強聚酯塑料的熟悉，他選用該材料來打造這座小屋。整座建築由16個可栓接組件構成，組成地板、屋頂與建築殼體，可於現場組裝，甚至能由直升機整體吊運至現地。這座最終呈橢圓體的建築，其設計基於一種數學可計算、體積最優的外殼形狀。最終，建造合約由專營塑膠與霓虹燈製品的Polykem公司取得，該公司是在競標後勝出的承包方。最終完成的設計，是一種可全球運輸、具備量產潛力、幾乎可安置於任何環境的住宅。
薩羅內第一座量產的飛碟屋住宅是編號001號，由芬蘭演員與編劇馬蒂·庫斯拉（Matti Kuusla）所有，原設於芬蘭希文薩爾米。然而，該建築座落於普拉湖湖畔林地，引發當地社群強烈抗議。儘管如此，飛碟屋仍於1968年10月在倫敦舉辦的「Finnfocus 68」博覽會中展出第三棟（編號002號）後，實現上國際上的突破。
隨著飛碟屋的知名度上升，Polykem公司進一步推出由薩羅內設計的一系列塑膠建築「Casa Finlandia」系列。此系列包括CF-100/200加油站（1969年）、CF-10報亭（1970年）與更廣為人知的CF-45 住宅／商用建築「玲瓏屋」（Venturo，1971年）。其中「Casa Finlandia」系列的特色，皆是建築強調耐用性，並易於量產、運輸與現場組裝。

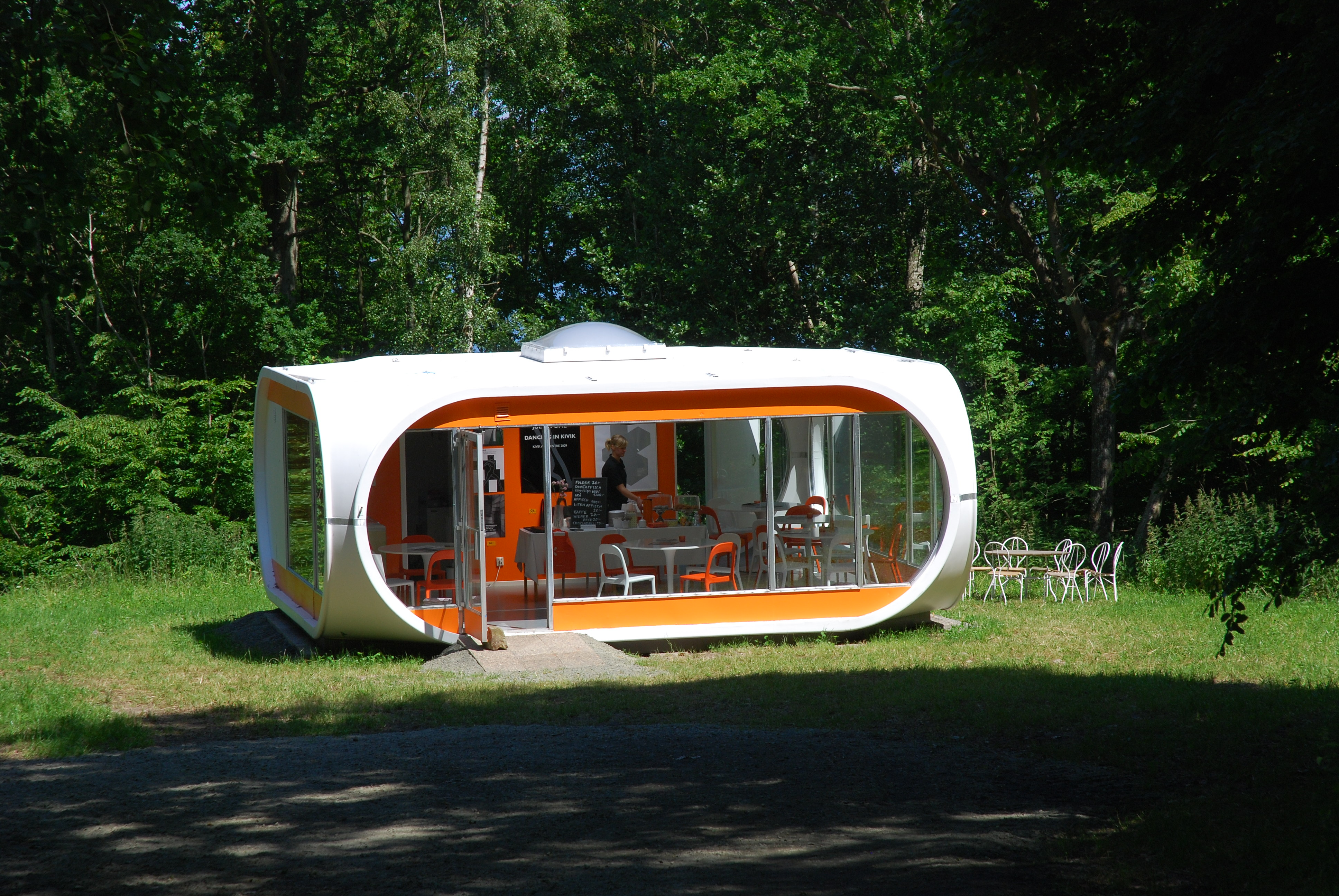
位於瑞典基維克藝術中心的玲瓏屋

1969年，薩羅內設計了位於倫派萊的「海灣」（Gulf）加油站，所用材料與飛碟屋相同。根據當時廣告，該地是系列中首座完工的加油站。其後又建成三座，分別位於坦佩雷、萬塔與凱米。其中後兩者的面積達200平方公尺（2,200平方英尺），為原始版本的兩倍。有評論指出，這些早期設計雖具開創性，但因當時複合材料技術尚不成熟，長期表現曾出現問題。
1971年，薩羅內設計「Casa Finlandia」系列最後一座玻璃纖維建築「玲瓏屋」，原為度假小屋或別墅而設計，實際上亦常用作銀行、報亭、咖啡館與加油站等多用途建築。然而，該系列的成功為時不長。1973年爆發的第一次石油危机導致油價暴漲，進一步推高塑膠原料成本，致使該系列的生產成本變得過高，最終難以持續。在20世紀後期，薩羅內持續從事標準建築設計工作。

## 晚年與個人生活
薩羅內一生熱衷於排球運動，曾是芬蘭國家聯賽的成員之一。他與鋼琴演奏家西爾庫（Sirkku）結婚，育有三名子女。他親自設計了自家住宅，也在其中設置了自己的建築工作室。薩羅內晚年經濟拮据，健康狀況亦日益惡化，逐漸無力持續進行建築設計工作。他的女兒薩麗（Sari）曾對《衛報》表示：
他（薩羅內）對自己的健康總是抱持樂觀態度。他直到最後一次手術前仍打排球。他從未失去那顆充滿創造力的頭腦，以及為世界創造更多事物的渴望。
薩羅內於2013年4月16日病逝於芬蘭埃斯波，享壽79歲。他長期與癌症、心臟與呼吸系統疾病抗爭。

## 作品列表
以下被視為薩羅內的代表性作品：

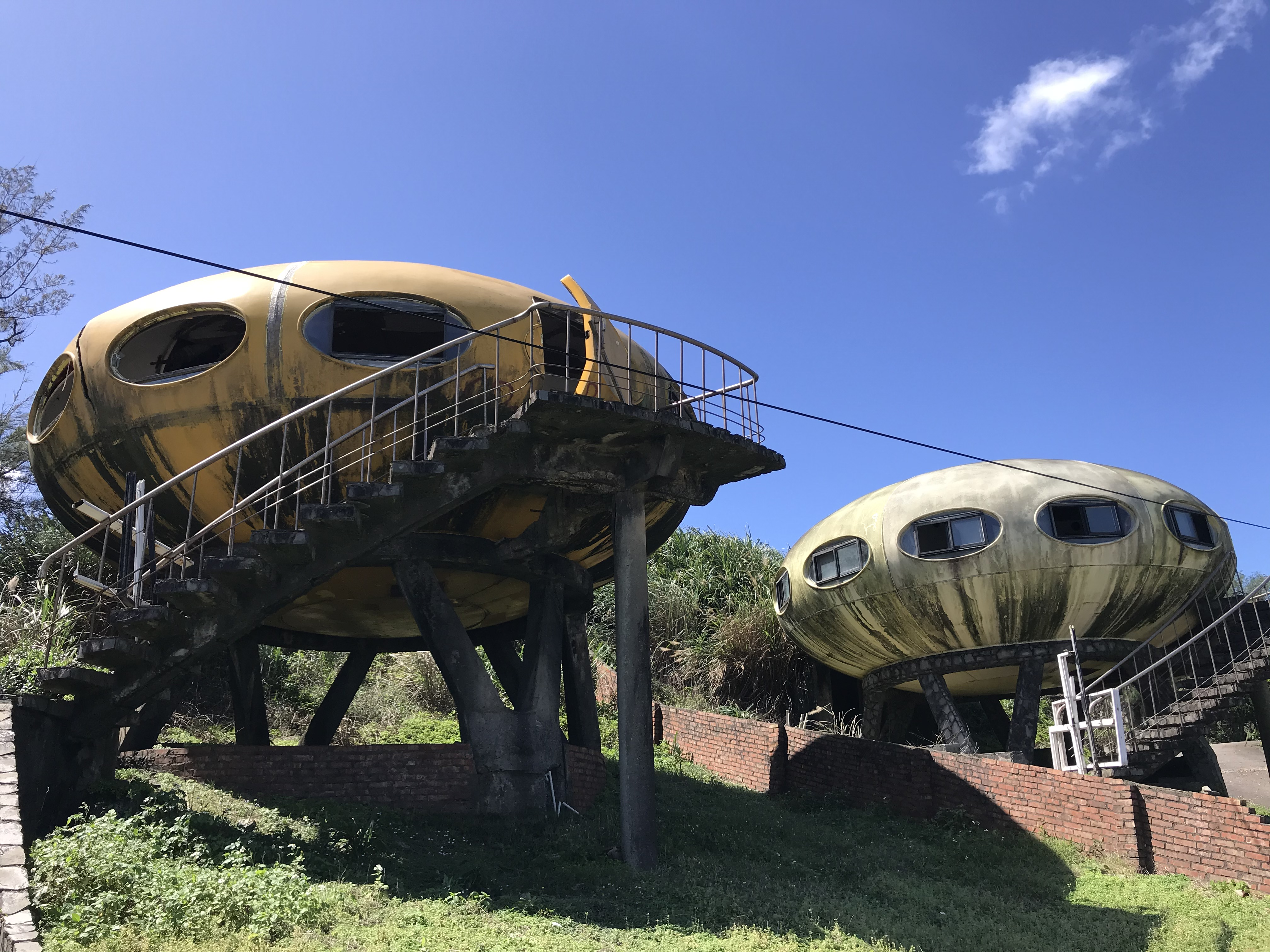
翡翠灣太空玲瓏屋

- 1963年：Hankkija穀倉與倉庫，塞伊奈约基
- 1963年：薩羅內建築工作室與住宅，埃斯波Westendintie 43號
- 1964年：Kauppa-Tammer商業大樓，坦佩雷Hämeenkatu 5號
- 1965年：兩戶住宅，赫爾辛基Marjaniemenranta 24號
- 1965年：Sigma Oy辦公與倉儲設施，萬塔
- 1968年：Valmet Oy儀器工廠，坦佩雷Osuusmyllynkatu 13號
- 1969年：海灣加油站1號，倫派萊Helsingintie 991號
- 1969年：海灣加油站2號，坦佩雷
- 1969年：Starckjohann 倉儲中心，拉赫蒂
- 1970年：海灣加油站3號，萬塔Vanamontie 13號
- 1970年：海灣加油站4號，凱米
- 1971年：公寓大樓，海门林纳Aulangontie 26–30號
- 1975年：Mäntykero工業建築，曼蒂哈爾尤
- 1980年：Mäntykero三溫暖設施，曼蒂哈爾尤